# Ewout Gouw
Ewout Gouw (Ede, 6 januari 1995) is een Nederlands voetballer die als middenvelder speelt.

## Carrière
Ewout Gouw speelde in de jeugd van VV Lunteren en SBV Vitesse. Van 2014 tot 2017 speelde hij voor Jong Vitesse, waarmee hij in het seizoen 2016/17 in de Tweede divisie speelde. In 2017 vertrok hij naar het Belgische AFC Tubize, waarmee hij in de Eerste klasse B speelt. Hij debuteerde op 12 augustus 2017, in de met 1-1 gelijkgespeelde uitwedstrijd tegen KVC Westerlo. Vanaf medio 2018 speelde Gouw een half jaar voor SV TEC in de Derde divisie. In januari 2019 vertrok hij naar de Verenigde Staten om voor ASC San Diego in de National Premier Soccer League te gaan spelen. In januari 2020 maakte Gouw de overstap binnen de National Premier Soccer League naar Miami Dutch Lions FC uitkomend in de Sunshine Conference.

### Statistieken
| Seizoen                      | Club                 | Land             | Competitie                     | Competitie | Competitie | Beker | Beker | Totaal | Totaal |
| Seizoen                      | Club                 | Land             | Competitie                     | Wed.       | Dlp.       | Wed.  | Dlp.  | Wed.   | Dlp.   |
| ---------------------------- | -------------------- | ---------------- | ------------------------------ | ---------- | ---------- | ----- | ----- | ------ | ------ |
| 2016/17                      | Jong Vitesse         | Nederland        | Beloften Eredivisie            | 33         | 5          | –     | –     | 33     | 5      |
| 2017/18                      | AFC Tubize           | België           | Eerste klasse B                | 6          | 0          | 1     | 0     | 7      | 0      |
| 2018/19                      | SV TEC               | Nederland        | Derde divisie Zon.             | 9          | 1          | 2     | 0     | 11     | 1      |
| 2019/20                      | ASC San Diego        | Verenigde Staten | National Premier Soccer League | 18         | 3          |       |       | 18     | 3      |
| 2020                         | Miami Dutch Lions FC | Verenigde Staten | National Premier Soccer League |            |            |       |       |        |        |
| Carrièretotaal               | Carrièretotaal       | Carrièretotaal   | Carrièretotaal                 | 66         | 9          | 3     | 0     | 69     | 9      |
| Bijgewerkt op 6 januari 2020 |                      |                  |                                |            |            |       |       |        |        |